# Butnal, Jevargi
Butnal là một làng thuộc tehsil Jevargi, huyện Gulbarga, bang Karnataka, Ấn Độ.